# Guaviare
Guaviare es uno de los treinta y dos departamentos que forman la República de Colombia. Su capital es San José del Guaviare. Con 92,281 hab. según estimaciones del DANE, es el quinto departamento menos poblado —por delante de Amazonas, San Andrés y Providencia, Guainía y Vaupés— y con 1,72 hab/km², el quinto menos densamente poblado, por delante de Vaupés, Amazonas, Vichada y Guainía, el menos densamente poblado.
Fue creado el 4 de julio de 1991 por la nueva Constitución Política de Colombia. Hasta ese día era un territorio nacional con carácter de Comisaría, la cual había sido segregada de la entonces también Comisaría del Vaupés, el 23 de diciembre de 1977. Todos sus municipios forman parte de los territorios focalizados PDET.

## Historia
Desde los tiempos de la conquista hasta los primeros años de la república, el Guaviare hizo parte de la provincia de Popayán; entre 1821 y 1830 perteneció al departamento de Boyacá de la Gran Colombia; luego de la disolución de ese país y hasta 1857, formó parte del Territorio del Caquetá, el cual más tarde quedó integrado al Estado Soberano (posterior departamento) del Cauca; en 1910 se creó la comisaría especial del Vaupés, y dentro de ella quedaron comprendidos los territorios del Guaviare, e incluso, el pueblo de Calamar, que fue su primera capital; la ley 55 del 23 de diciembre de 1977 segregó de la comisaría del Vaupés el territorio que creó la comisaría del Guaviare, con capital en San José del Guaviare; y por último, el 4 de julio de 1991, la Asamblea Nacional Constituyente, elevó la sección a la categoría de departamento.
La colonización del Guaviare, con diferentes motivos, se debió principalmente a las enormes riquezas naturales de su suelo y a la explotación derivada de estas: balata, caucho, comercio de pieles de animales salvajes, venta de plantas originarias de la región y de peces ornamentales; y por último, el cultivo ilícito de coca.

### Conflicto armado
El 3 de julio de 2008, el Ejército Nacional de Colombia llevó a cabo la Operación Jaque en la cual se rescató a la política colombo-francesa Íngrid Betancourt, tres norteamericanos y once militares y policías colombianos secuestrados por las FARC para presionar el acuerdo humanitario.

## Geografía

### Límites
Guaviare limita con los siguientes departamentos:
| Noroeste: Meta (Río Guayabero)  | Norte: Meta (Río Guaviare)                      | Nordeste: Vichada (Río Guaviare)             |
| Oeste: Meta (Meridiano 73°, 6') |                                                 | Este: Guainía (Ríos Inírida y Papunaua)      |
| Suroeste: Caquetá (Río Ajajú)   | Sur: Límites entre Caquetá y Vaupés (Río Ajajú) | Sureste: Vaupés (Caño Tapurú y Río Papunaua) |

### Fisiografía

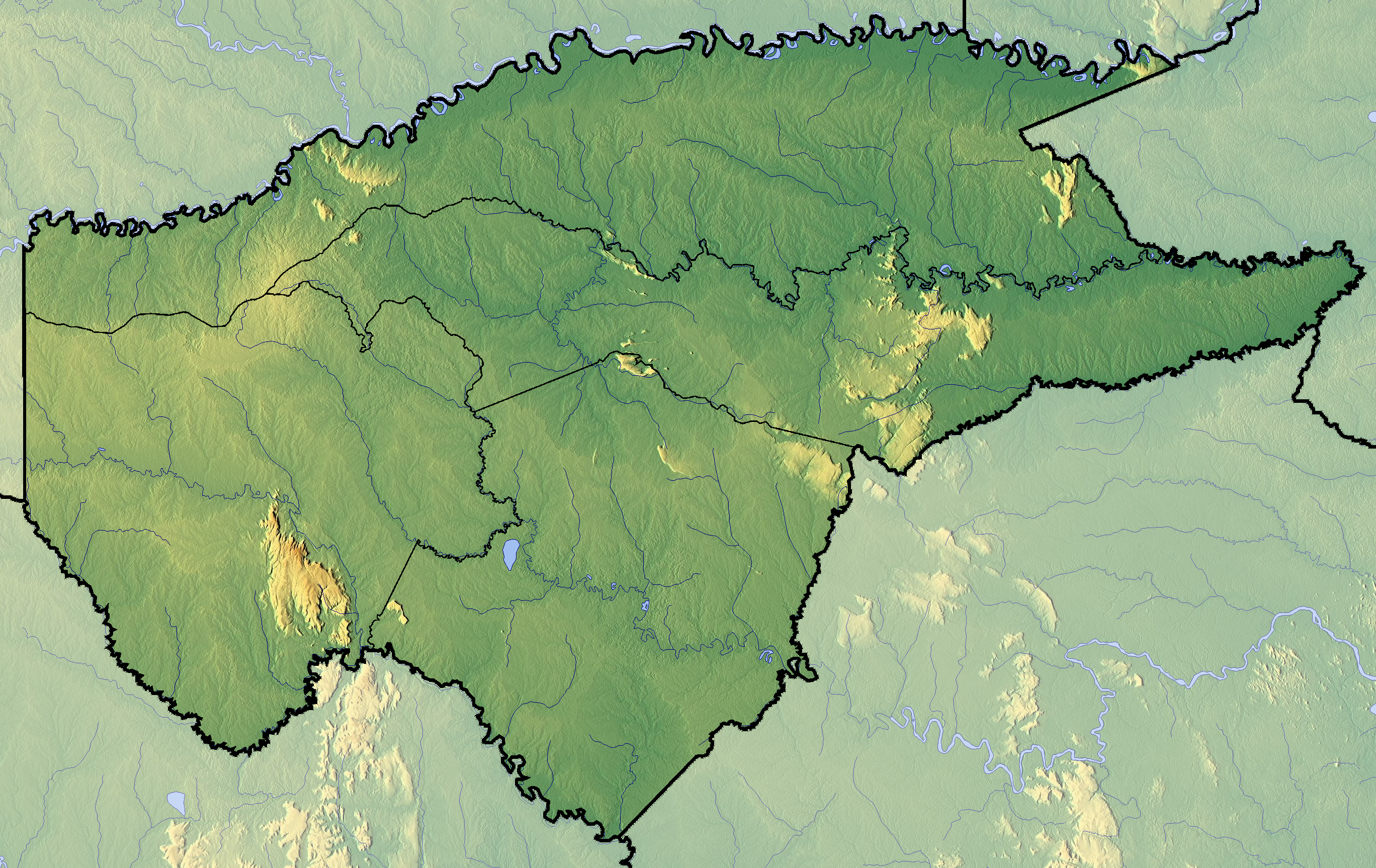
Mapa físico del Guaviare.

Abarca una superficie de 52.927 km² (otras fuentes oficiales ofrecen 55.391 km² de extensión). Predominan las tierras planas o ligeramente onduladas, que en su mayoría corresponden a la llanura Amazónica, salvo una franja al norte, que hace parte de los Llanos Orientales, en cual se destaca la Sabana de la Fuga. Los suelos son bastante arenosos. Algunos sistemas montañosos sobresalen y entre ellos están las sierras rocosas de Chiribiquete, La Lindosa, San José y Tunahí y los cerros de la Cerbatana, Santa Ana, Paloma, Campana y Otare, con alturas cercanas a los 800 m s. n. m.

### Hidrografía
Sus suelos son bañados por numerosos ríos y una red de caños, divididos principalmente en dos cuencas:
- Cuenca del río Orinoco, al norte, que desagua a través del río Guaviare, con ríos que nacen en la cordillera en los que predominan las aguas "amarillas", ricas en nutrientes minerales y en pesca, destacándose al respecto el río Guayabero que con el Ariari forma el Guaviare. Hay también en esta cuenca ríos y caños "negros", siendo el más importante el Inírida y sus afluentes, el río Caparroal (en el límite con el departamento de Guainía) y el río Papunaua, que corre en los límites con el departamento del Vaupés.

- Cuenca del río Amazonas, naciente en las selvas, con ríos en los que predominan las aguas "negras" o "cristalinas", con bajo contenido de nutrientes minerales y poca pesca. En esta cuenca sobresalen los ríos Apaporis, Tunía o Macayá, y los dos que forman las fuentes del río Vaupés: el río Itilla y el río Unilla.

### Clima
Por su conformación topográfica, los terrenos, en su mayoría presentan el piso térmico cálido y su clima es de transición entre el de la sabana periódicamente húmedo de la Orinoquía y el súper húmedo de la selva ecuatorial del Amazonas, encontrándose una época seca en los meses de diciembre a febrero, y otra lluviosa en el resto del año (especialmente abril-julio y octubre-noviembre). La precipitación anual oscila entre los 2000 y los 3500 mm. La temperatura en el día alcanza 25° a 30 °C, bajando en las noches inclusive a los 12 °C entre julio y agosto.

## División político-administrativa

Mapa político del Guaviare.

- Calamar: se encuentra localizado sobre la margen derecha del río Unilla, aproximadamente a 80 km al sur de San José del Guaviare.
- El Retorno: Aproximadamente a 35 km al sur de San José del Guaviare. Posee el territorio tradicional Puinave.
- Miraflores: Unos kilómetros más abajo de donde se unen las aguas de los ríos Itilla y Unilla para formar el Vaupés, aproximadamente a 150 km al sureste de la ciudad de San José del Guaviare. En territorio de este municipio, hay varios resguardos indígenas de la familia Tucano y el Carijona de Puerto Nare.
- San José del Guaviare: capital del departamento, localizado al norte del mismo, aproximadamente a 400 km al sur de la ciudad de Bogotá. Su población es de 65 mil habitantes, de los cuales 39 mil viven en el área urbana. El municipio se extiende en una franja desde el extremo occidental hasta el extremo oriental del departamento entre los ríos Guaviare e Inírida, incluidos resguardos indígenas Guayabero, Sikuani y el Nukak.

## Demografía
| Evolución de la población del departamento del Guaviare (1985-2025)       |
|                                                                           |
| Población según censo. Población según proyección.Fuente: Statoids. DANE. |

Desde la época prehispánica el actual territorio del departamento de Guaviare ha estado ocupado por indígenas nukak y puinave, de la familia lingüística puinave-makú; guayaberos y sikuani de la familia lingüística guahibo; cubeos, piratapuyos, desanos y tucanos de la familia tucano; y carijonas, de la familia caribe. También hay kurripakos de la familia arawak en estos territorios. Estos pueblos viven en la actualidad en resguardos cuya propiedad colectiva es reconocida por el Estado. La población indígena supera las cuatro mil personas. En cambio, se extinguieron los tinigua que habitaban al noroccidente del departamento en límites con Meta y Caquetá.
La región ha sido poblada por colonos en varias etapas. Tanto durante el final del siglo XIX y las dos primeras décadas del siglo XX, como está plasmado en la novela de José Eustasio Rivera, La Vorágine, como durante la II Guerra Mundial, cuando Calamar era la capital del Vaupés, se explotó el caucho en las selvas de este territorio. Pasadas estas "bonanzas", quedó una reducida población no indígena. Otra cosa distinta ocurrió cuando en la década de 1960 se promovió la colonización para establecer ganadería vacuna y plantaciones de cacao y fomentar la pesca. Este poblamiento significativo dio origen a la creación del municipio de San José en 1976 y al año siguiente de la Comisaría. La siguiente ola de poblamiento, mucho mayor fue la colonización para cultivar la coca, la cual ha signado la vida y la historia del Guaviare desde entonces. La población actual total se acerca a los 100 mil habitantes.

### Etnografía
- Mestizos & blancos (90,09%)
- Negros o Afrocolombianos (5,86%)
- Amerindios o Indígenas (4,05%)
- Gitanos (0,00%)

### Inmigración
El más reciente censo general de la nación, realizado por el Departamento Administrativo Nacional de Estadística de Colombia (DANE), presenta los siguientes resultados acerca del país de nacimiento de los habitantes del departamento de Guaviare:
| N.º        | País       | Población |
| ---------- | ---------- | --------- |
| 1          | Venezuela  | 366       |
| 2          | Brasil     | 19        |
| 3          | Ecuador    | 17        |
| No informa | No informa | 47        |
| Otros      | Otros      | 32        |
| Total      | Total      | 481       |

## Economía
La economía del departamento del Guaviare gira alrededor del sector agropecuario. Sin embargo el cultivo más importante durante los últimos 25 años ha sido la hoja de coca, cultivo declarado ilegal por el estado colombiano, lo que ha motivado enfrentamientos entre la Fuerza Pública de Colombia que busca su erradicación y los grupos al margen de la ley, quienes buscan el control de esta actividad ilícita. Las actividades que siguen en importancia son la ganadería y la pesca y luego, los cultivos legales entre los cuales se destacan plátano, yuca, cacao, maíz, arroz, chontaduro, arazá, copoazú, uva caimarona, guaitutu o anón amazónico, cocona, seje, nuez de inchi y palma africana.
Una obra llamada a transformar la economía regional es el puente de 913,8 metros que cruza sobre el río Guaviare y une al departamento con el Meta por vía terrestre y despeja la vía de 383 kilómetros a Bogotá. Entidades internacionales y el estado colombiano han diseñado varios proyectos que buscan que el departamento del Guaviare sustituya sus plantaciones ilegales por cultivos comerciales, cuyas cosechas tendrían asegurada la venta en los mercados nacionales.
Grandes perspectivas tiene hacia el futuro la actividad turística. Se destacan como importantes sitios turísticos: los balnearios de Agua Bonita y Villa Luz; las pinturas rupestres, entre otras las del río Guayabero y del caño Dorado, con vivos colores; el imponente raudal del Guayabero; hermosos puentes naturales; la "ciudad de piedra", complejos rocosos; aguas termales, únicas en la Orinoquía y Amazonía; el río Inírida; los Parques nacionales naturales del Chiribiquete y Nukak; y un sinnúmero de lagos y lagunas donde abundan los delfines rosados y la pesca. La fauna y la flora que configuran una abundante biodiversidad son el gran atractivo del Guaviare.